# Dalgas Avenue
56°8′30.89″N 10°12′10.66″Ø / 56.1419139°N 10.2029611°Ø
 Ikke at forveksle med Dalgas Boulevard.
Dalgas Avenue er en gade i det centrale Aarhus. Gaden strækker sig over 600 m fra Ingerslevs Plads i nord til Kongevejen i sydøst og gennemskæres af Marselis Boulevard.
Dalgas Avenue blev anlagt 1902−1904, men blev navngivet i 1900 efter oberstløjtnant Enrico Mylius Dalgas (1828−1894). Anlægget af gaden følger stadsingeniør Charles Ambt og arkitekt Hack Kampmanns byplan fra 1898.
Dalgas Avenue er en af to gader i Danmark navngivet "avenue", den anden er Prins Henriks Avenue i Sønderborg.